# Autocharis egenula
Autocharis egenula là một loài bướm đêm trong họ Crambidae.